# Rudolf Péter
Rudolf Péter (Budapest, 1959. október 15. –) Kossuth- és Jászai Mari-díjas magyar színész, színházi-, és filmrendező, producer, forgatókönyvíró, kiváló művész, a Halhatatlanok Társulatának örökös tagja. 2020-tól a Vígszínház igazgatója. Felesége Nagy-Kálózy Eszter, Kossuth- és Jászai Mari-díjas színésznő, érdemes és kiváló művész.

## Életpályája
Rudolf Ottó és Galamb Éva pedagógusok fiaként született Budapesten. Gyermekkorát Őrszentmiklóson, Vácdukán és Vácott töltötte. Tizennégy éves korában került újra Budapestre. A Móricz Zsigmond Gimnáziumban érettségizett. A Színház- és Filmművészeti Főiskolán végzett 1983-ban. Horvai István osztályába járt. Főiskolásként forgatta a Cha-Cha-Cha, a Szerencsés Dániel és a Jób lázadása című filmeket. 1983-tól 1998-ig a Vígszínház társulatának volt a tagja, később szabadúszó. 2003-tól 2005-ig az Újszínház művészeti vezetője. 2015-től 2016-ig a Centrál Színház tagja. 2020-tól a Vígszínház igazgatója. 2021-ben újabb öt éves megbízatást kapott.
1992–93-ban a Magyar Színészkamara ügyvivője volt.
Első filmes rendezése az Üvegtigris első része volt, amelyet Kapitány Ivánnal közösen rendezett. A második és harmadik részt rendezőként egyedül jegyzi. Első színházi rendezése a Dühöngő ifjúság, hosszú évekig ment a Pesti Színházban. 2007 és 2011 között a Beugró című szórakoztató televíziós műsor egyik főszereplője volt.

### Magánélete
Felesége Nagy-Kálózy Eszter színésznő, gyerekeik Olivér (1991) és Szonja (1994) valamint Quintus Flóra (1987), Nagy-Kálózy előző házasságából.
Szabadidejében sok időt tölt őrségi házában Magyarföldön, ahol 2006-tól 2011-ig pályatársa és főiskolai évfolyamtársa, Rátóti Zoltán volt a polgármester.

## Színházi munkáiból

### Szerepei
| Bemutató ideje       | Színdarab címe                                                               | Műfaja       | Színház                                 | Szerep |
| -------------------- | ---------------------------------------------------------------------------- | ------------ | --------------------------------------- | --- |
| 1983. április 15.    | William Shakespeare: Szentivánéji álom                                       | próza        | Vígszínház                              | Puck (f.h.) |
| 1984. december 6.    | Tankred Dorst: Merlin                                                        | próza        | Vígszínház                              | Parzival |
| 1985. március 16.    | Alekszandr Mitta-Sándor Pál-Kern András: Ragyogj, ragyogj csillagom          | próza        | Vígszínház                              | Fegya, a néma festő |
| 1986. március 15.    | Simon Gray: Kicsengetés                                                      | próza        | Pesti Színház                           | Derek Mead |
| 1986. június 8.      | Joseph Kesselring: Arzén és levendula                                        | próza        | Pesti Színház                           | Mortimer |
| 1987. április 5.     | Gyurkovics Tibor: Fekvőtámasz                                                |              | Pesti Színház                           | Csiszár, honvéd |
| 1987. október 29.    | Csurka István: Vizsgák és fegyelmik                                          | próza        | Vígszínház                              | Csontos Tibor, zsűritag |
| 1988. január 29.     | Presser-Horváth Péter-Sztevanovity Dusan: A padlás                           | zenés        | Vígszínház                              | Lámpás, szellem, 670 éves |
| 1988. október 28.    | Makszim Gorkij: Éjjeli menedékhely                                           |              | Vígszínház                              | Aljoska |
| 1989. január 21.     | Kornis Mihály: Körmagyar                                                     | próza        | Vígszínház                              | az író |
| 1990. április 29.    | Bernard Malamud-Kapás Dezső: A segéd                                         | próza        | Pesti Színház                           | Frank Alpine |
| 1990. december 21.   | Örkény István: Rózsakiállítás                                                | próza        | Pesti Színház                           | Korom Áron rendező |
| 1991. október 5.     | Shakespeare: Ahogy tetszik                                                   | próza        | Pesti Színház                           | Próbakő, bohóc |
| 1992. február 6.     | Carlo Goldoni: Két úr szolgája                                               | próza        | Vígszínház                              | Silvio |
| 1992. október 23.    | Arthur Laurents, Leonard Bernstein: West Side Story                          | zenés        | Vígszínház                              | Action |
| 1994. január 7.      | Arthur Miller:Közjáték Vichyben                                              | próza        | Pesti Színház                           | Lebeau |
| 1994. október 28.    | Eugene O’Neill: Utazás az éjszakába                                          | próza        | Pesti Színház                           | ifj. James Tyrone |
| 1995. január 27.     | Kárpáti Péter: Országalma                                                    | próza        | Pesti Színház                           | Mátyás |
| 1995. április 16.    | George Bernard Shaw: Szent Johanna                                           | próza        | Vígszínház                              | Károly |
| 1995. november 9.    | Anton Pavlovics Csehov: Ivanov                                               | próza        | Pesti Színház                           | Mihail Mihajlovic Borkin |
| 1996. január 26.     | Middleton-Rowley: Átváltozások                                               | próza        | Vígszínház, Házi Színpad                | Deflores, Vermandero szolgája |
| 1996. szeptember 22. | Lev Tolsztoj-Erwin Piscator, Alfred Neumann, Guntram Prüffer: Háború és béke | próza        | Vígszínház                              | Pierre Bezuhov |
| 1997. március 23.    | Eugène Labiche: Olasz szalmakalap                                            | próza, zenés | Vígszínház                              | Fadinard |
| 1997. október 11.    | Eisemann Mihály: Fekete Péter                                                | operett      | Vígszínház                              | Pierre Lenoir |
| 1998. január 28.     | Szilágyi László, Kellér Dezső: 3:1 a szerelem javára                         | zenés        | Katona József Színház, Kecskemét        | Szpíker-hang |
| 1998. szeptember 25. | Jenbach Béla, Leo Stein: Csárdáskirálynő                                     | zenés        | Katona József Színház, Kecskemét        | Kaucsiano Bóni gróf |
| 1999. április 2.     | Gogol: Köpönyeg                                                              | próza        | Kelemen László Kamaraszínház, Kecskemét | Akakij Akakijevics |
| 1999. október 14.    | Peter Shaffer: Black Comedy - Játék a sötétben                               | vígjáték     | Játékszín                               | Brindsley Miller |
| 1999. december 3.    | Shakespeare: III. Richárd                                                    | próza        | Miskolci Nemzeti Színház                | III. Richárd |
| 2000. április 1.     | Vámos Miklós: És Rómeó és Júlia                                              | próza        | IBS Színpad                             | Rómeó,Mertució,Capulet,Capuletné,Dajka,Gergely |
| 2001. december 1.    | Békeffy István: A kutya, akit Bozzi úrnak hívtak                             | zenés        | Budapesti Operettszínház                | Bruno, ügyvédjelölt |
| 2002. március 7.     | Marie Jones: Kövek a zsebben                                                 | próza        | Thália Színház                          | Charlie Conlon, statiszta Simon, első asszisztens Caroline Giovanni, mozisztár Fin, Sean barátja Clem, filmrendező Jock Cambell, testőr Mr. Harkin, Sean apja Jirži, operatőr |
| 2002. október 20.    | Anton Pavlovics Csehov: Három nővér                                          | tragikomédia | Radnóti Miklós Színház                  | Tuzenbach |
| 2005. október 14.    | Rob Becker: Caveman - Ősember                                                | komédia      | Belvárosi Színház                       | [ 20 ] |
| 2006. október 13.    | Woody Allen: Central Park West                                               | próza        | Centrál Színház(volt Vidám Színpad)     | Howard |
| 2008. április 12.    | Georges Feydeau, Maurice Hannequin: Fogat fogért                             | vígjáték     | Új Színház                              | Savinet |
| 2008. november 14.   | Vámos Miklós: És Rómeó és Júlia                                              | próza        | Horváth Árpád Stúdiószínház, Debrecen   | Rómeó |
| 2009. december 18.   | Brian Clark: Mégis kinek az élete?                                           | próza        | Centrál Színház                         | Ken Harrison |
| 2011. február 18.    | Neil Simon: Pletykafészek                                                    | bohózat      | Centrál Színház                         | Lenny Ganz |
| 2012. október 19.    | Jez Butterworth: Az ígéret földje                                            | színmű       | Centrál Színház                         | "Kakas" |
| 2013. január 27.     | Gogol: Holt lelkek                                                           | próza        | Radnóti Színház                         | Csicsikov |
| 2016. március 5.     | Albee: Nem félünk a farkastól                                                | próza        | Centrál Színház                         | George |
| 2018. március 29.    | Müller - Seress: Szomorú vasárnap                                            | zenés        | Madách Színház                          | Seress Rezső |
| 2018. december 14.   | Töketlenek                                                                   | próza        | Centrál Színház                         | Sánta férfi |
| 2022. április 9.     | Mary Chase: Barátom, Harvey                                                  | próza        | Vígszínház                              | Elwood P. Dowd |

### Rendezései
| Bemutató ideje       | Színdarab címe                                              | Műfaja | Színház                   | Rendező                |
| -------------------- | ----------------------------------------------------------- | ------ | ------------------------- | ---------------------- |
| 1992. április 16.    | John Osborne: Dühöngő ifjúság                               | próza  | Pesti Színház             | rendező (1. rendezése) |
| 1993. november 3.    | Tony Kushner: Angyalok Amerikában                           | próza  | Vígszínház - Sátor        | rendező                |
| 1996. április 14.    | Carlo Goldoni: A legyező                                    | próza  | Pesti Színház             | rendező                |
| 1998. március 1.     | Arthur Miller: A salemi boszorkányok                        | próza  | Vígszínház                | rendező                |
| 2001. május 19.      | Molière: A mizantróp                                        | próza  | Új Színház                | rendező                |
| 2001. szeptember 28. | Molière: A mizantróp                                        | próza  | Új Színház                | rendező                |
| 2003. október 10.    | August Strindberg: Csak bűnök és bűnök...                   | próza  | Új Színház, Stúdiószínpad | rendező                |
| 2004. február 7.     | Tennessee Williams: A vágy villamosa                        | próza  | Petőfi Színház, Sopron    | rendező                |
| 2005. március 5.     | Szép Ernő: Vőlegény                                         | próza  | Új Színház                | rendező                |
| 2008. március 1.     | Rudolf Péter, Búss Gábor Olivér, Hársing Hilda: Keleti Pu.  | próza  | Új Színház                | szerző, rendező        |
| 2010. április 30.    | Shakespeare: Ahogy tetszik                                  | próza  | Új Színház                | rendező                |
| 2015. április 26.    | Tasnádi István - Dinyés Dániel - Hajós András: Spam Operett | zenés  | Radnóti Színház           | rendező                |
| 2017. szeptember 29. | William Shakespeare: Lóvátett lovagok                       | próza  | Pesti Színház             | rendező                |
| 2019. december 6.    | Moliére: Az úrhatnám polgár                                 | próza  | Pécsi Nemzeti Színház     | rendező                |
| 2020. február 28.    | J. M. Synge: A nyugat császára                              | próza  | Pesti Színház             | rendező                |
| 2020. október 16.    | Friedrich Dürrenmatt: Az öreg hölgy látogatása              | próza  | Vígszínház                | rendező                |
| 2022. december 9.    | William Shakespeare: Szeget szeggel                         | próza  | Vígszínház                | rendező                |

## Filmjei
| Bemutató ideje     | Film címe                                   | Stílus                       | Hossz (perc) | Szerep                                    |
| ------------------ | ------------------------------------------- | ---------------------------- | ------------ | ----------------------------------------- |
| 1982. május 6.     | Cha-Cha-Cha                                 | játékfilm                    | 81           | Gruber Ernő                               |
| 1983               | Barackvirág                                 | tévéfilm, mesejáték          | 29           | Királyfi                                  |
| 1983               | Szerencsés Dániel                           | filmdráma                    | 89           | Szerencsés Dániel                         |
| 1983               | Jób lázadása                                | filmdráma                    | 105          | Jani                                      |
| 1983               | Reggelire legjobb a puliszka                | mesejáték                    | 30           | Palkó, pulykapásztor                      |
| 1984               | A láperdő szelleme                          | tévéfilm, mesejáték          | 31           | Gottfrid                                  |
| 1985               | Villanyvonat                                | tévéfilm                     |              | Öcsi                                      |
| 1985               | Ember és árnyék                             | tévéfilm                     | [ 39 ]       |                                           |
| 1986               | A fekete kolostor                           | dráma                        | 102          | Jaroslav                                  |
| 1986               | Szamárköhögés                               | játékfilm                    | 86           | Szidi barátja                             |
| 1987               | Illatszertár                                | tévéjáték                    | 75           | Árpád                                     |
| 1987               | Zuhanás közben                              | játékfilm                    | 116          | Gyuri                                     |
| 1987               | Ítéletidő                                   | tévéjáték                    | 70           | [ 44 ]                                    |
| 1988               | Tanmesék a szexről                          | vígjáték                     | 81           | Péter                                     |
| 1988               | Gaudiopolis - In memoriam Sztehlo Gábor     | tévéfilm                     | 96           | [ 46 ]                                    |
| 1990               | Az öreg gavallér                            | tévéjáték                    | 89           | -                                         |
| 1991               | A Skorpió megeszi az Ikreket reggelire      | filmszatíra                  | 89           | Tamás                                     |
| 1991               | Vörös vurstli                               | vígjáték                     | 81           | Bence elvtárs                             |
| 1994               | A pesti légionárius                         | tévéfilm                     |              | [ 49 ]                                    |
| 1996               | A szavak is elhalnak egyszer                | tévéfilm                     |              |                                           |
| 1997               | Apa győz                                    | játékfilm, dráma             | 40           | [ 50 ]                                    |
| 1999               | Hazudós Jakab                               | háborús filmdráma            | 114          | [ 51 ]                                    |
| 2001. október 18.  | Üvegtigris                                  | vígjáték                     | 100          | rendező, forgatókönyvíró, szereplő (Lali) |
| ?                  | Közeleg az idő                              | TV film                      | 49           | [ 53 ]                                    |
| 2001. december 27. | Hamvadó cigarettavég                        | játékfilm                    | 120          | Zsüti                                     |
| 2002. június 20.   | Na végre, itt a nyár!                       | ifjúsági vígjáték            |              | Gábor                                     |
| 2002. október 10.  | Az utolsó blues                             | road-movie                   | 96           | Zoli                                      |
| 2004. január 31.   | Nomen est Omen, avagy Reszkess Szabó János! | vígjáték                     | 89           | Szabó János                               |
| 2004. október 7.   | Perlasca - Egy igaz ember története         | filmdráma                    | 126          | Sárosi                                    |
| 2004. február 26.  | Mix                                         | vígjáték                     | 95           | Zoltán                                    |
| 2004               | A szörnyek ebédje                           | ifjúsági film                | 82           | Apa                                       |
| 2005. január 27.   | Csudafilm                                   | vígjáték                     | 90           | Kosztasz                                  |
| 2005. október 20.  | Egy szoknya, egy nadrág                     | vígjáték                     | 95           | Sóvári Péter                              |
| 2005. december 1.  | Az igazi Mikulás                            | játékfilm                    | 90           | Bandi                                     |
| 2005               | Csaó, bambínó                               | játékfilm                    | 67           | Én                                        |
| 2006. január 19.   | Üvegtigris 2.                               | vígjáték                     | 107          | rendező, forgatókönyvíró, szereplő (Lali) |
| 2006. március 9.   | De kik azok a Lumnitzer nővérek?            | vígjáték                     | 93           | Ficskó                                    |
| 2007               | A Cég - A CIA regénye                       | amerikai minisorozat         | 91           | rádiós                                    |
| 2008. január 24.   | Kalandorok                                  | vígjáték                     | 100          | Elekes Géza                               |
| 2008               | Pillangók                                   | játékfilm                    |              | László                                    |
| 2008               | Presszó                                     | tévéfilmsorozat              |              | [ 73 ]                                    |
| 2008               | Pirkadat                                    | tévéfilmsorozat              |              | Fogadós                                   |
| 2009. október 29.  | Szuperbojz (Nájlongitár)                    | játékfilm                    | 80           | Lala                                      |
| 2010. március 18.  | Igazából apa                                | romantikus, vígjáték         | 90           | Bezzegh                                   |
| 2010. december 16. | Üvegtigris 3.                               | vígjáték                     | 100          | rendező, forgatókönyvíró, szereplő (Lali) |
| 2011. május 20.    | Keleti PU.                                  | vígjáték                     | 85           | rendező                                   |
| 2011. október 7.   | Mindenből egy van                           | vígjátéksorozat              | 52           | Fifti                                     |
| 2011               | Ármány és szerelem Anno 1951                | tévéjáték                    | 55           | Tibor                                     |
| 2015               | Kossuthkifli                                | vígjátéksorozat              |              | rendező, szereplő                         |
| 2017               | 1945                                        | dráma                        |              | szereplő                                  |
| 2018               | Vándorszínészek                             | dráma                        |              | szereplő                                  |
| 2020               | Segítség! Itthon vagyok!                    | vígjátéksorozat              | 25           | szereplő                                  |
| 2023               | Gólkirályság                                | vígjátéksorozat              | 45           | szereplő                                  |
| 2024               | Hogyan tudnék élni nélküled?                | zenés vígjáték               |              | szereplő                                  |
| ?                  | Kornis Mihály: Körmagyar                    | tévéfilm (színházi felvétel) | 179          | az író                                    |
| ?                  | Az öreg hölgy látogatása                    | tévéfilm (színházi felvétel) | 147          | Sajtótudósító                             |
| ?                  | Szép Ernő: Május                            | tévéfilm (színházi felvétel) | 57           | A fiú                                     |

## Szinkronszerepei
- Kétévi vakáció - Brian
- 12 majom - Jeffrey Goines	- Brad Pitt
- Vissza a jövőbe - Marty McFly - Michael J. Fox
- Vissza a jövőbe II. - Marty McFly - Michael J. Fox
- Vissza a jövőbe III. - Marty McFly - Michael J. Fox
- Praclifalva lakói - Sunyi Mancs
- Macskafogó 2. – A sátán macskája - Stanley
- Hóbortos hétvége - Richard Parker - Jonathan Silverman
- Holt költők társasága - Neil Perry - Robert Sean Leonard
- Esőember - Charlie Babbitt - Tom Cruise
- Stuart Little, kisegér - Stuart Little
- Stuart Little, kisegér 2. - Stuart Little
- A bosszú börtönében - a kölyök
- Hupikék törpikék - Ábrándos törp
- Rés a pajzson - Deakins őrnagy - John Travolta
- Maja a méhecske - Hans Klied
- Száguldó falka - Toby McTeague
- Tuti dolog - Walter Gibson - John Cusack
- Atom Anti - Atom Anti
- Állatolimpia
- Dallas - Mitch Cooper
- Forró Rágógumi 2. - Benji - Yftach Katzur
- Derrick - (Három nap izgalom - Karl Schuster) - Stefan Fleming
- Beverly Hills-i zsaru - Serge - Bronson Pinchot
- Biloxi Blues - Eugene Morris Jerome - Matthew Broderick

## Hangjáték
- Daráló
- Rudi Strahl: Ádám és Éva ügyében (1984)
- Tar Sándor: Fehér habok (1984)
- Asperján György: Ha visszamegyek, várlak (1985)
- Gyárfás Endre: Forgattam kormányt és tollat (1985)
- Remenyik Zsigmond: Kard és kocka (1985)
- Mészöly Miklós: A bunker (1986)
- Vámos Miklós: Publikum (1988)
- Kaverin, Venyjamin: Verlioka (1989)
- Sheckley, Robert: Szuper Bolygótakarító Szolgálat (1989)
- Fromaget: A Próféta rokona (1991)
- Johann Wolfgang Goethe: Werther szerelme és halála (1992)
- Rádiószínház - Tar Sándor írásaiból (1992)
- Szini Gyula: A csodák... (1994)
- Molnár Erzsébet: Testvérek voltunk (1995)
- Németh László: Az írás ördöge (1995)
- William Shakespeare: A windsori víg nők (1995) (Keszeg Ábrahám)
- Csehov, Anton Pavlovics: Régi ismerősök (1996)
- Boileau-Narcejac: A szökevény (1997)
- Jaroslav Hasek: Svejk, egy derék katona kalandjai a világháborúban (1997)
- Bárdos Pál: A közös öltöző foglyai (2001)
- Eörsi István: Emlékezés a régi szép időkre (2001)
- Bodor Béla: Bigamanó szerelmei (2003)
- Juan Jose Arreola: A váltóőr (2007)
- Örkény István: Rózsakiállítás (2014)

## Cd-k és hangoskönyvek
- Az vagy nekem...
- Erlend Loe: Doppler
- Csukás István: Pom Pom meséi - Mirr-Murr kalandjai
- Terry Pratchett: A mágia fénye
- Terry Pratchett: A mágia színe
- Rejtő Jenő: A három testőr Afrikában
- Rejtő Jenő: A megkerült cirkáló
- Rejtő jenő: A tizennégy karátos autó
- Rejtő Jenő: A Néma Revolverek Városa
- Rejtő Jenő: Az elveszett cirkáló
- Rejtő Jenő: Piszkos Fred közbelép - Fülig Jimmy őszinte sajnálatára
- Rejtő Jenő: Vesztegzár a Grand Hotelben
- Varró Dániel: Bociboci így búgtok ti
- Karinthy Frigyes: Hölgyeim és uraim - Humoreszkek
- Karinthy Frigyes: Tanár úr kérem és más írások
- Karinthy Fricike: Az emberke tragédiája és más íráskák
- Mesélő Biblia
- Boris Vian: Tajtékos napok
- A bölcs Hiawatha - Indián népmesék
- George Orwell: Állatfarm
- Vaszary Gábor: A szőkékkel mindig baj van
- Móra Ferenc: Csilicsali Csalavári Csalavér
- Émile Ajar: Előttem az élet
- Magyarország kedvenc gyermekmeséi + dalok 1.: Magyar népmesék
- Magyarország kedvenc gyermekmeséi + dalok 2.: Mesék Mátyás királyról
- Magyarország kedvenc gyermekmeséi + dalok 4.: A legszebb Andersen és Grimm-mesék
- Magyarország kedvenc gyermekmeséi + dalok 5.: Mesékkel a világ körül
- Magyarország kedvenc gyermekmeséi + dalok 6.: Válogatott örökzöldek
- Mese-ház - Mesés versek és dalok
- Cserna-Szabó András: Veszett paradicsom
- Csukás István: Pom Pom meséi - Mirr-Murr kalandjai
- Jonathan Swift: Gulliver utazása Lilliputban
- Darvasi László: Trapiti
- Bodó Béla: Brumi Mackóvárosban
- Karácsonyi ajándék

## Díjai, elismerései

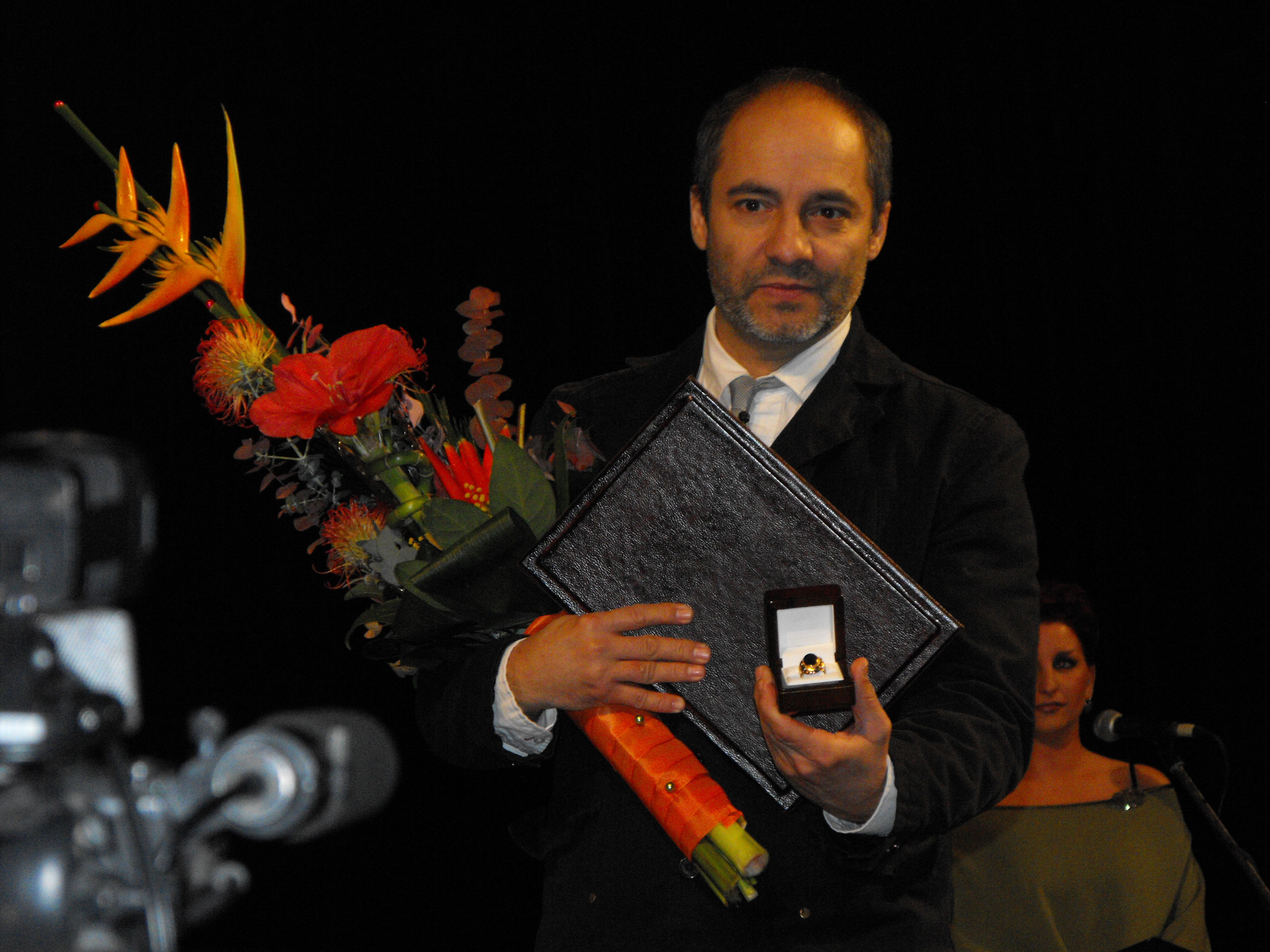
Rudolf Péter átveszi a Páger-gyűrűt a makói Hagymaházban, 2011-ben

- Veszprémi tv fesztivál legjobb férfialakítás díja (1986)
- Hegedűs Gyula-emlékgyűrű (1990)
- Jászai Mari-díj (1991)
- Ajtay Andor-emlékdíj (1995)
- Súgó Csiga díj (2001, 2004)
- Kiváló művész (2002)
- POSZT: Legjobb férfi alakítás (A MASZK Országos Színészegyesület díja) (2006)
- Vác díszpolgára (2009)
- Budapestért díj (2010)[85]
- Páger Antal-színészdíj (2011)
- Story Ötcsillag-díj (2011)
- Kossuth-díj (2013)[86]
- Budapest díszpolgára (2015)[87]
- MOB Fair play-díj (fair play a művészetben kategória) (2015)[88]
- Amfiteátrum díj (2016)[89]
- Magyar Filmkritikusok Díja – Legjobb férfi alakítás díja (2018)
- Magyar Filmdíj – legjobb férfi főszereplő (2018)
- Arany Medál díj (2018)
- Örökös tag a Halhatatlanok Társulatában (2021)
- Roboz Imre-díj (2021)[90]
- Kopp-Skrabski-díj (2021)[91]
- Prima Primissima díj (2024)[92]